# Stocksbridge
Stocksbridge är en stad och civil parish i Sheffield i South Yorkshire i England. Orten har 13 316 invånare (2001).